# استونی باتوم (ویرجینیای غربی)
استونی باتوم (به انگلیسی: Stony Bottom) یک منطقهٔ مسکونی در ایالات متحده آمریکا است که در شهرستان پوکاهانتس، ویرجینیای غربی واقع شده‌است.